# Muhammad VIII. (Granada)
Muhammad VIII. „der Kleine“ (* 1410 in Granada; † April 1431 in Salobreña) war von 1417 bis 1419 und von 1427 bis 1429 Emir von Granada.
Muhammad VIII. wurde im Kindesalter, nach dem Tod seines Vaters Yusuf III. (1408–1417), Emir des Nasridenreichs. Unter ihm begannen die Machtkämpfe, die sich bis zur spanischen Eroberung von Granada 1492 hinziehen sollten.
Dabei standen sich die Sippen der Abencerrajes / Banu Sarraj und der Banigash gegenüber, die um einen größeren Einfluss auf die Regierung bzw. den Emir kämpften. Da die Parteien sich jeweils mit Aragon und/oder Kastilien verbündeten, war an eine wirksame Verteidigung der Grenzgebiete gegen christliche Angriffe nicht mehr zu denken. Während dieser Auseinandersetzungen wurde Muhammad VIII. schon 1419 von Muhammad IX. im Bündnis mit den Abencerrajes gestürzt. 
Allerdings konnte er sich mit Hilfe der Banigash zwischen 1427 und 1429 erneut als Herrscher in Granada durchsetzen und Muhammad IX. vertreiben. Muhammad VIII. versuchte einen Ausgleich zwischen den mächtigen Sippen des Reiches sowie einen Waffenstillstand mit Kastilien zu erreichen. In der Zwischenzeit konnte Muhammad IX. aber die Hilfe von Kastilien und der Hafsiden von Tunis erringen und 1429 erneut Granada besetzen.